# Franco Rol
(Gustavo Adolfo Rol, La Stampa, 5 luglio 1977)
Franco Rol (Torino, 5 giugno 1908 – Rapallo, 18 giugno 1977) è stato un pilota di Formula 1 italiano, industriale nel settore chimico, cugino di Gustavo Adolfo Rol.

## Biografia
Dopo il diploma prestò servizio militare nel corpo degli alpini e, nel 1942, si arruolò volontariamente nell'aeronautica. Nel dopoguerra, tornò ad occuparsi delle sue aziende, portandole ad un alto livello di sviluppo. Fu presidente e amministratore delegato della società Cesalpinia di Bergamo. Già nel 1932 aveva realizzato, su scala industriale, un procedimento chimico che consentiva di ottenere dal seme di carruba, fino ad allora inutilizzato perché non commestibile, una gomma vegetale in polvere. Tale prodotto trovò largo e fortunato impiego nell'industria tessile, cartaria, mineraria ed alimentare in tutto il mondo. L'80% della produzione di tale sostanza fu esportato in molti paesi europei, il resto impiegato sul mercato italiano. Costituì anche una consorella spagnola della sua società, la s.a. Ceratonia di Tarragona, che incentrò la sua produzione sulle materie chimiche per l'industria, quali additivi e colloidi naturali e sintetici.
Per la sua attività industriale fu nominato Cavaliere del Lavoro il 31 maggio 1968.
Fu anche uomo sportivo poliedrico, divenendo noto alla fine degli anni quaranta per le sue prestazioni nelle competizioni automobilische dell'epoca (Mille Miglia, Targa Florio), partecipando (autofinanziandosi) anche alle prime gare di Formula 1, nonostante l'età già avanzata per questo sport (aveva 42 anni nel 1950). Nel 1948 vinse, nella classe oltre 2000, su Alfa Romeo, la II Coppa delle Dolomiti. Nel 1949 arrivò terzo assoluto nella Mille Miglia (e primo nella categoria sport 2000), vinse alla XXXIII Targa Florio e l'edizione del 1949 della Coppa Acerbo a Pescara.
Era cugino del sensitivo Gustavo Adolfo Rol.

## Risultati in Formula 1
| 1950 | Scuderia | Vettura |  |     |  |  |  |     |     |  | Punti | Pos. |
| ---- | -------- | ------- |  | --- |  |  |  | --- | --- |  | ----- | ---- |
| 1950 | Maserati | 4CLT/48 |  | Rit |  |  |  | Rit | Rit |  | 0     |      |

| 1951 | Scuderia | Vettura |  |  |  |  |  |  |   |  | Punti | Pos. |
| ---- | -------- | ------- |  |  |  |  |  |  | - |  | ----- | ---- |
| 1951 | OSCA     | 4500G   |  |  |  |  |  |  | 9 |  | 0     |      |

| 1952 | Scuderia | Vettura |  |  |  |  |  |  |  |     | Punti | Pos. |
| ---- | -------- | ------- |  |  |  |  |  |  |  | --- | ----- | ---- |
| 1952 | Maserati | A6GCM   |  |  |  |  |  |  |  | Rit | 0     |      |

| Legenda | 1º posto     | 2º posto | 3º posto    | A punti         | Senza punti/Non class.  | Grassetto – Pole position Corsivo – Giro più veloce |
| Legenda | Squalificato | Ritirato | Non partito | Non qualificato | Solo prove/Terzo pilota | Grassetto – Pole position Corsivo – Giro più veloce |